# Carrolltown
Carrolltown è una borough degli Stati Uniti d'America, nella contea di Cambria nello Stato della Pennsylvania. Secondo il censimento del 2000 la popolazione è di 1.049 abitanti.

## Società

### Evoluzione demografica
La composizione etnica vede una maggioranza di quella bianca ( 99,62%), seguita dagli afroamericani (0,19%) dati del 2000.
| borough di Carrolltown Popolazione |       |
| 2000                               | 1.049 |
| Previsione al 2009                 | 958   |